# Espaly-Saint-Marcel
Espaly-Saint-Marcel is een gemeente in het Franse departement Haute-Loire (regio Auvergne-Rhône-Alpes). De plaats maakt deel uit van het arrondissement Le Puy-en-Velay. Espaly-Saint-Marcel telde op 1 januari 2022 3.574 inwoners.

## Geografie
De oppervlakte van Espaly-Saint-Marcel bedroeg op 1 januari 2022 6,29 vierkante kilometer; de bevolkingsdichtheid was toen 568,2 inwoners per km².

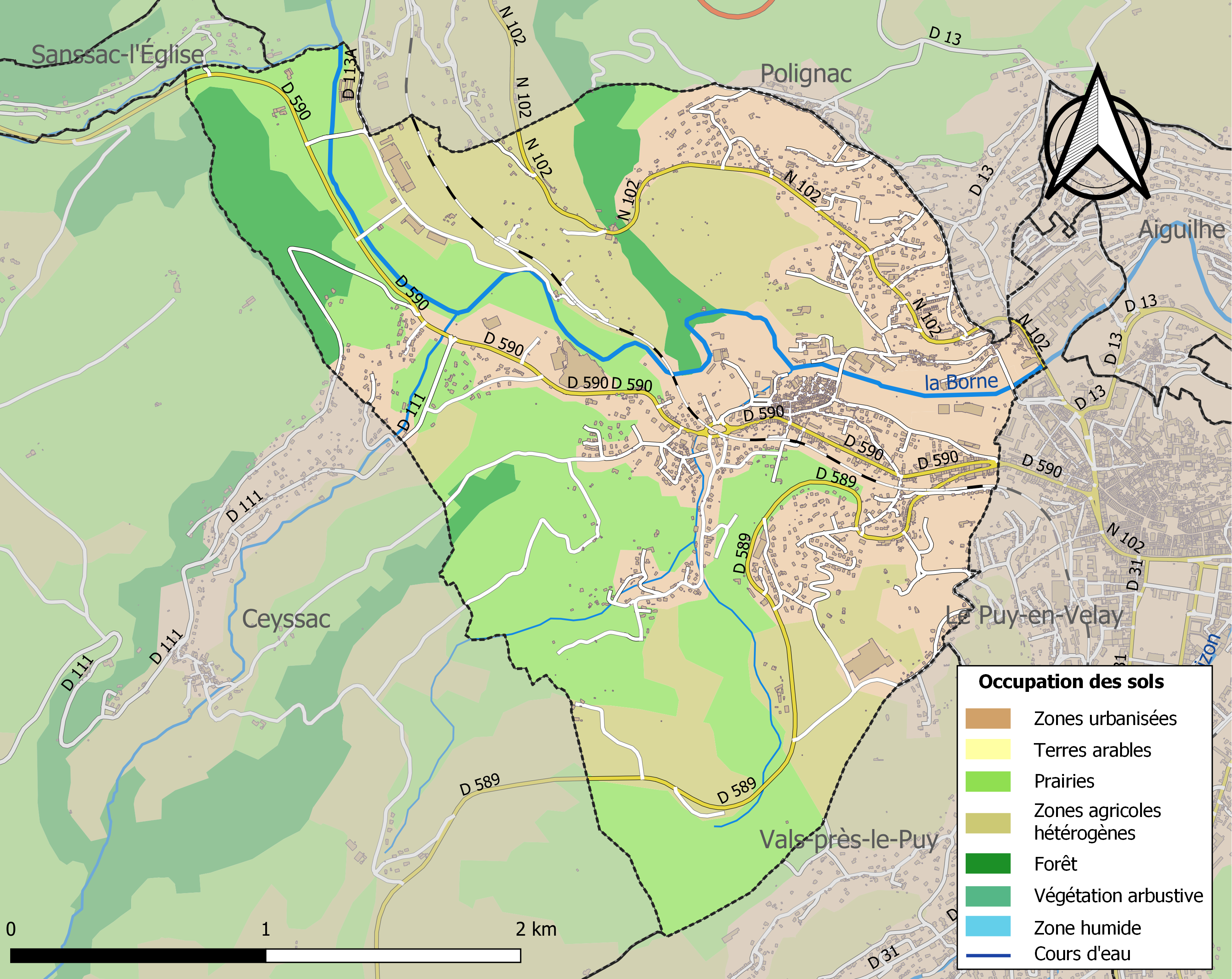
Kaart van de gemeente met de belangrijkste infrastructuur, bodemgebruik en omliggende gemeenten

## Demografie
Onderstaande figuur toont het verloop van het inwonertal (bron: INSEE-tellingen).